# Osobnik alfa

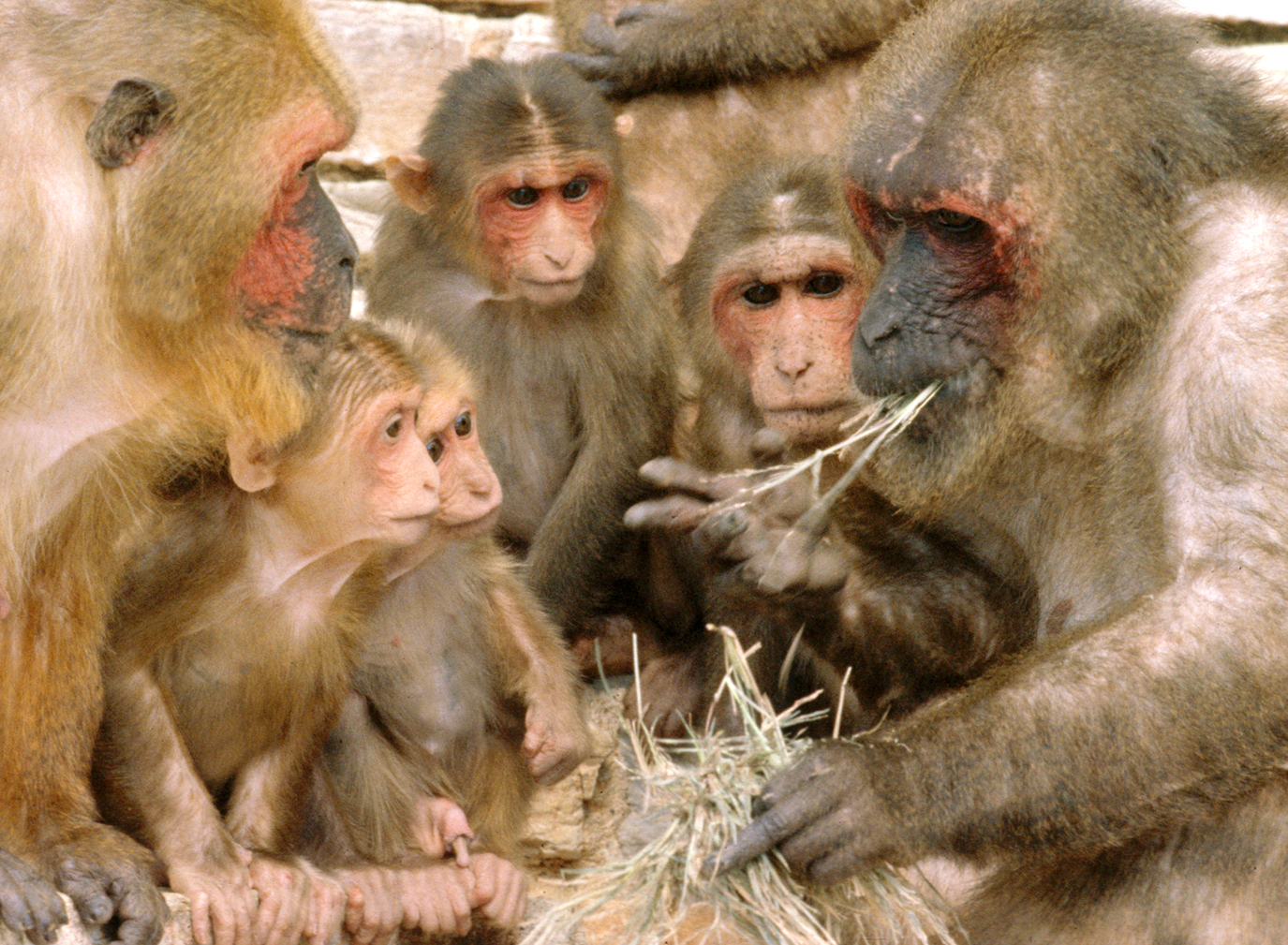
Grupa makaków niedźwiedzich (Macaca arctoides) – samiec alfa pierwszy spożywa posiłek

Osobnik alfa, alfa – dominujący osobnik u zwierząt stadnych, posiadający najwyższą pozycję społeczną w stadzie, pełniący rolę jego przywódcy. Osobniki płci męskiej określane są jako samce alfa, a płci żeńskiej jako samice alfa. Jeśli rolę przewodników stada pełni samiec wraz z samicą to nazywani są oni parą alfa. 
Osobnik alfa ma pierwszeństwo zarówno przy podziale pożywienia, jak i w doborze partnera. U niektórych gatunków para alfa jest jedyną przystępującą do rozrodu parą w stadzie. U innych osobnik alfa jest zbyt agresywny lub zbyt zajęty ustalaniem hierarchii lub obroną zajmowanego terytorium, by przystępować do rozrodu. 
Określenie alfa pochodzi od litery α, pierwszej litery alfabetu greckiego i nawiązuje do pierwszeństwa w grupie. W zoologii przypisywane jest osobnikowi dominującemu, przewodzącemu. Podobnie traktowane jest w socjologii – osoba dążąca do osiągnięcia dominującej roli (lidera) w płaszczyźnie socjalnej lub zawodowej. W hierarchii stadnej stosowane są jeszcze określenia beta (osobniki zajmujące pozycję społeczną tuż za alfa) i omega (osobniki o najniższym statusie społecznym w grupie).
Funkcjonowanie osobników alfa stwierdzono u wielu gatunków zwierząt z różnych grup taksonomicznych, np. wśród stadnych gatunków ssaków drapieżnych (lwy, psowate) i naczelnych.